# Elizabeth Stuart Phelps

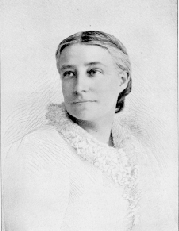
Elizabeth Stuart Phelps

Elizabeth Stuart Phelps Ward (* 31. August 1844 in Andover, Massachusetts; † 28. Januar 1911 in Newton Centre, Massachusetts) war eine frühe feministische US-amerikanische Autorin und Intellektuelle, die die traditionellen christlichen Vorstellungen vom Leben nach dem Tod in Frage stellte, die traditionelle Rolle der Frau in Ehe und Familie anzweifelte und sich für eine Bekleidungsreform für Frauen einsetzte.
Im Jahr 1868, drei Jahre nach dem Ende des Bürgerkriegs, veröffentlichte sie The Gates Ajar, in dem sie das Leben nach dem Tod als einen Ort darstellte, der mit den Annehmlichkeiten des häuslichen Lebens erfüllt ist und in dem Familien – zusammen mit ihren Haustieren – bis in alle Ewigkeit wieder vereint sind.
Im Alter jenseits der 40 brach Phelps erneut mit Konventionen, als sie einen 17 Jahre jüngeren Mann heiratete. Später im Leben forderte sie Frauen auf, ihre Korsetts zu verbrennen. In ihren späteren Schriften befasste sie sich mit weiblichen Idealen und der finanziellen Abhängigkeit der Frauen von den Männern in der Ehe. Sie war die erste Frau, die eine Vorlesungsreihe an der Boston University hielt. Im Laufe ihres Lebens verfasste sie 57 Bände mit Belletristik, Gedichten und Essays. In all diesen Werken wandte sie sich gegen die vorherrschende Ansicht, dass der Platz und die Erfüllung der Frau im Haus liege. Stattdessen schilderte Phelps in ihren Werken, wie Frauen in nicht-traditionellen Berufen als Ärztinnen, Pfarrerinnen und Künstlerinnen erfolgreich sind.
Gegen Ende ihres Lebens engagierte sich Phelps stark in der Tierrechtsbewegung. Ihr 1904 veröffentlichter Roman Trixy drehte sich um das Thema Vivisektion und die Auswirkungen dieser Art von Ausbildung auf Ärzte. Das Buch wurde zu einer Standardpolemik gegen Tierversuche.

## Jugend
Elizabeth Stuart Phelps wurde als Tochter des kongregationalistischen Pfarrers Austin Phelps und Elizabeth Wooster Stuart Phelps (1815–1852) geboren. Ihr Taufname war Mary Gray Phelps, nach einer engen Freundin ihrer Mutter. Ihre Mutter war unter dem Pseudonym H. Trusta die Autorin der Mädchenbücher der Kitty-Brown-Reihe. Ihr Bruder, Moses Stuart Phelps, wurde 1849 geboren. Ihre Mutter war die meiste Zeit ihres Lebens krank und starb kurz nach der Geburt ihres dritten Kindes, Amos, am 20. November 1852 an einem Hirnfieber. Als sie acht Jahre alt war, bat Mary Gray darum, zu Ehren ihrer Mutter Elizabeth benannt zu werden. Ihr Vater war bis 1848 Pfarrer der Pine Street Congregational Church, als er eine Stelle als Lehrstuhlinhaber für Rhetorik am Andover Theological Seminary annahm. 1869 wurde er Präsident des Andover Theological Seminary, wo er 10 Jahre lang tätig war. Seine Schriften wurden zu Standardlehrbüchern für die christlich-theologische Ausbildung und werden auch heute noch gedruckt.
Zwei Jahre nach dem Tod ihrer Mutter heiratete der Vater von Elizabeth die Schwester ihrer Mutter, Mary Stuart. Sie war ebenfalls Schriftstellerin, starb aber nur 18 Monate später an Tuberkulose. Weniger als sechs Monate später heiratete ihr Vater Mary Ann Johnson, die Schwester eines Pfarrers, und sie bekamen zwei Söhne, Francis Johnson (1860) und Edward Johnson (1863).
Phelps erhielt eine gehobene Bildung und besuchte die Abbot Academy und die Mrs. Edwards' School for Young Ladies. Schon als Kind hatte sie die Gabe, Geschichten zu erzählen. In einer Quelle heißt es: „Sie spann erstaunliche Geschichten für die Kinder, mit denen sie spielte […] und ihre Schulkameraden aus dieser Zeit erzählen mit lebhaftem Interesse von den Geschichten, die sie zu ihrer Unterhaltung zu erfand.“ Mit dreizehn Jahren wurde eine Geschichte von ihr im Youth's Companion veröffentlicht, und weitere Geschichten erschienen in Publikationen der Sonntagsschule.

## Autorin
In den meisten ihrer Schriften verwendete sie den Namen ihrer Mutter Elizabeth Stuart Phelps als Pseudonym, sowohl vor als auch nach ihrer Heirat mit dem siebzehn Jahre jüngeren Journalisten Herbert Dickinson Ward im Jahr 1888. Sie benutzte auch das Pseudonym Mary Adams. Schon früh wurde sie von prominenten Literaten wie Thomas Wentworth Higginson und John Greenleaf Whittier anerkannt.
Im Alter von 19 Jahren schickte sie eine Bürgerkriegsgeschichte mit dem Titel A Sacrifice Consumed an Harper’s Magazine. Der Herausgeber nahm ihren Beitrag freundlich auf und schickte ihr eine großzügige Bezahlung zusammen mit einer Notiz, in der er sie bat, wieder für das Magazin zu schreiben. 1864 veröffentlichte Harpers ihre erste Belletristik für Erwachsene. Danach begann sie, ihre ersten Kinderbücher zu schreiben, die unter dem Namen Tiny series bekannt wurden, gefolgt von der vierbändigen Gypsy-Breynton-Reihe, die später als ihre bekannteste Jugendliteratur anerkannt wurde. Außerdem veröffentlichte sie zwei Bücher, die die realistischen Abenteuer eines vierjährigen Jungen namens Trotty schilderten: The Trotty Book (1870) und Trotty's Wedding Tour, and Story-book (1873). Ihre Geschichte The Tenth of January erschien im März 1868 in The Atlantic Monthly. Sie handelte vom Tod zahlreicher Mädchen beim Einsturz und Brand der Pemberton Mill in Lawrence, Massachusetts, am 10. Januar 1860.

### Geistliche Romane

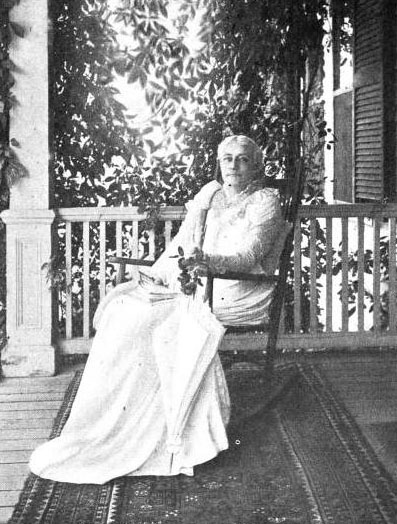
Ward, ca. 1910

Phelps schrieb drei geistliche Romane. Der erste, The Gates Ajar, wurde ihr berühmtester. Sie brauchte zwei Jahre, um ihn zu schreiben. Später schrieb sie, nachdem sie mehr als zwei Jahre damit verbracht hatte, das Werk zu überarbeiten, „ich hätte es auswendig sagen können“. Das Buch wurde schließlich nach dem Ende des Bürgerkriegs veröffentlicht. Darin schreibt sie über ein Mädchen namens Mary Cabot, deren Bruder während des Bürgerkriegs getötet wurde. Das von Trauer geplagte Mädchen ist davon überzeugt, dass sie und ihr Bruder in einem Leben nach dem Tod wiedervereint werden, in dem die Menschen ihre körperliche Gestalt und ihre Persönlichkeit beibehalten.
Das Buch wurde sehr populär, zum Teil wegen seiner positiven Darstellung des Todes kurz nach dem Bürgerkrieg, in dem mehr als 400.000 Menschen ihr Leben verloren. Es wurde aber auch stark kritisiert, weil Phelps den Himmel weniger als einen Ort der Gegenwart Gottes, sondern vielmehr als einen Ort des Wiedersehens mit geliebten Menschen darstellte und damit die traditionelle calvinistische Sicht des Himmels ablehnte. Die Kontroverse kurbelte die Verkaufszahlen nur an, und schon wenige Wochen nach der Veröffentlichung erhielt sie von ihrem Verleger eine Zahlung von 600 Dollar (nach heutigem Wert mehr als 10.000 Dollar) und eine Notiz: „Your book is moving grandly. It has already reached a sale of 4,000 copies“.In den Vereinigten Staaten und in England wurden über 100.000 Exemplare verkauft, und das Buch wurde in mindestens vier weitere Sprachen übersetzt und nachgedruckt.
Sie erhielt Tausende von Briefen als Reaktion auf ihr erstes Buch. Sie schrieb zwei weitere Bücher zum selben Thema, Between the Gates und Beyond the Gates. Phelps sagte, sie habe The Gates Ajar geschrieben, um eine Generation von Frauen zu trösten, die durch den Verlust ihrer Angehörigen nach dem Bürgerkrieg am Boden zerstört waren und die in der traditionellen Religion keinen Trost fanden.
The Gates Ajar inspirierte in den folgenden Jahrzehnten Werke anderer Autoren, wie Mark Twains Parodie Captain Stormfield's Visit to Heaven und Louis Pendletons Wedding Garment: A Tale of the Afterlife. Der letzte Roman der Gates-Reihe wurde 1901 auch als Bühnenstück mit dem Titel Within the Gates geschrieben.

### Sozialreformerin
Während sie Geschichten schrieb, setzte sie sich durch ihre Vorträge und andere Arbeiten für soziale Reformen, die Abstinenzbewegung und die Emanzipation der Frau ein. Sie setzte sich auch für eine Bekleidungsreform für Frauen ein und forderte sie in einer Schrift von 1874 auf, ihre Korsetts zu verbrennen:

„Burn up the corsets! ... No, nor do you save the whalebones, you will never need whalebones again.  Make a bonfire of the cruel steels that have lorded it over your thorax and abdomens for so many years and heave a sigh of relief, for your emancipation I assure you, from this moment has begun.“

„Verbrennt die Korsetts! ... Nein, auch die Walknochen rettet ihr nicht, ihr werdet nie wieder Walknochen brauchen. Verbrennt die grausamen Stähle, die so viele Jahre über euren Brustkorb und euren Unterleib geherrscht haben, und atmet auf, denn eure Emanzipation, das versichere ich euch, hat von diesem Augenblick an begonnen.“

Einen wichtigen Einfluss auf ihre Schriften zu den Frauenrechten, insbesondere auf ihre Ansichten zur Ehe, hatten die Werke von John Stuart Mill, wie z. B. Mills Essay The Subjection of Women von 1869. Obwohl Phelps eifrig über Reformthemen schrieb, engagierte sie sich nicht aktiv in Frauenrechtsorganisationen oder anderen Reformgruppen der damaligen Zeit. Da sich ihr Gesundheitszustand seit den 1870er Jahren zunehmend verschlechterte, waren ihre Beiträge eher literarischer Natur als öffentlich.
Im Jahr 1877 veröffentlichte sie einen Roman, The Story of Avis, der seiner Zeit voraus war. Das Werk befasst sich mit vielen der frühen feministischen Themen ihrer Zeit. Darin schildert sie den Kampf einer Frau, ihr Eheleben und die damit verbundenen häuslichen Pflichten mit ihrer Leidenschaft, Malerin zu werden, in Einklang zu bringen. Die Protagonistin ist eine unabhängige, für ihre Zeit außergewöhnliche Frau, die anfangs beschließt, ihre Ziele nicht durch die Ehe und die finanzielle Abhängigkeit von einem Ehemann einschränken zu lassen, obwohl sie am Ende trotzdem heiratet. Möglicherweise reflektierte sie das Leben ihrer Mutter, als sie die Unmöglichkeit beschrieb, sowohl künstlerische Ambitionen zu verfolgen als auch häuslichen Pflichten nachzukommen. Elizabeths Roman wurde weitgehend von Elizabeth Barrett Brownings Aurora Leigh beeinflusst. Phelps ungünstige Darstellung der Rollen von Männern und Frauen in der Ehe war umstritten.
1876 war Phelps die erste Frau, die an der Boston University eine Vorlesungsreihe hielt. Ihre Vorträge trugen den Titel Representative Modern Fiction und analysierten die Werke von George Eliot.
In ihren verschiedenen Kinderbüchern setzte sich Phelp auch für soziale Belange ein, da sie nicht versuchte, die Ungerechtigkeiten der damaligen Klassenstruktur zu verschleiern. In Geschichten wie Bobbit's Hotel, One Way to Get An Education und Mary Elizabeth veranschaulicht Phelps direkt die Auswirkungen von Armut auf Kinder. In Bobbit's Hotel stirbt die Titelfigur bei dem Versuch, zwei junge Waisenkinder aufzunehmen. Mary Elizabeth schildert die Wahl eines jungen obdachlosen Mädchens zwischen Diebstahl und Betteln als Mittel zum Überleben. One Way to Get An Education schildert den Wunsch eines Kinderarbeiters nach einem besseren Leben als der Arbeit in der Mühle und die darauf folgende Entscheidung, sich selbst zu verletzen, um eine Ausbildung zu erhalten.

### Späte Schriften
Zusammen mit ihrem Ehemann schrieb Phelps 1890 und 1891 gemeinsam zwei biblische Liebesromane. Ihre Autobiografie, Chapters from a Life, wurde 1896 veröffentlicht, nachdem sie in McClure’s Magazine als Fortsetzungsgeschichte erschienen war. Außerdem schrieb sie eine Vielzahl von Essays für das Harper’s Magazine.
Phelps schrieb bis ins zwanzigste Jahrhundert hinein Kurzgeschichten und Romane. Ihr Roman Trixy (1904) befasste sich mit dem Thema der Ablehnung der Vivisektion. Die Aktivistin Carol J. Adams beschreibt den Roman als „wichtig und zeitgemäß“.
Ihr letztes Werk, Comrades (1911), wurde posthum veröffentlicht. Phelps starb am 28. Januar 1911 in Newton, Massachusetts. Sie ist auf dem Mount Auburn Cemetery in Cambridge, Massachusetts, beerdigt.

## Werke (Auswahl)
Die Texte einer großen Anzahl von Werken sind auf der Website der PennLibraries der University of Pennsylvania verfügbar. Eine Edition ausgewählter Geschichten, Essays und Gedichte findet sich im Phelps gewidmeten Band der Reihe Legacies of Nineteenth-Century American Women Writers Series.
- Ellen's Idol (1864)
- Gypsy Breynton und drei Folgebände (1866–1867)
- Mercy Gliddon's Work (1866)
- The Gates Ajar (1868)
- Men, Women, and Ghosts (1869)
- What Was the Matter? (1869)
- The Trotty Book (1870)
- Hedged In (1870)
- The Silent Partner (1871)
- What to Wear (1873)
- Poetic Studies (1875)
- The Story of Avis (1877)
- An Old Maid's Paradise (1879)
- Sealed Orders (1879)
- Doctor Zay (1882)
- Beyond the Gates (1883)
- Songs of the Silent World (1884)
- The Madonna of the Tubs (1886)
- Jack the Fisherman (1887)
- The Gates Between (1887)
- The Struggle for Immortality (1889)
- Austin Phelps, A Memoir (1891)
- Donald Marcy (1893)
- A Singular Life (1895)
- Chapters from a Life (1896)
- The Story of Jesus Christ (1897)
- The Supply at Saint Agetha's (1897)
- Within the Gates (1901)
- Confessions of a Wife (1902, als Mary Adams)
- Trixy (1904)
- Walled In (1907)
- The Whole Family (kollaborativer Roman mit elf Autoren, 1908)
- Jonathan and David (1909)
- The Empty House and Other Stories (1910)

mit Herbert Dickinson Ward
- Come Forth (1891)
- A Lost Hero (1890)
- The Master of the Magicians (1890)